# 玉野市のため池一覧
玉野市のため池一覧（たまのしのためいけいちらん）は、岡山県玉野市にあるため池の一覧である。
- 大池
- 中池
- 天王池
- 志池
- 赤松池
- 伊達池
- 中谷池
- 三堀池
- 瓶割池
- 馬の子池
- 長谷池
- 相引池（倉敷市にあるが玉野市との市境にある）

ほか多数。